# Aeroport de Marrupa
L'aeroport de Marrupa (codi IATA: -, codi OACI: FQMR) és un aeroport que serveix Marrupa, a la província de Niassa a Moçambic.